# Cybozu.net
cybozu.net株式会社（サイボウズ・ドットネット）は、かつて存在したサイバーエージェントの傘下企業。
資本比率は株式会社ECナビ60％、サイボウズ株式会社40％　（2009年9月）

## 概要
株式会社サイバーエージェント、サイボウズ株式会社、株式会社ECナビの合弁会社として2005年11月1日設立。
『日本のビジネスパーソンをもっと元気に！』をスローガンに、ビジネスに役立つ情報を集約したビジネスポータルサイト、cybozu.netを運営。月間ページビュー数が約1,800万PVとアクセスが多い。

## 事業内容
- ビジネスポータルサイト「cybozu.net」の企画・運営。メディアマネタイズ支援事業「HubsMedia」の運営

## 沿革
- 2005年11月 - サイバーエージェント、サイボウズ、ECナビの合同出資により設立
- 2005年12月 - LA FABRIQUEにて、cybozu.nite 2.0をFeedpathと合同開催
- 2006年2月 - 渋谷区道玄坂に社屋を移転
- 2007年2月 -  渋谷区南平台に社屋を移転
- 2007年4月 - ビジネスマナー・知識トレーニングサービス「bizトレ」をリリース
- 2008年1月 -  渋谷区神泉町に社屋を移転
- 2009年9月 - 代表取締役CEO交代（宇佐美　進典より椿　奈緒子）
- 2011年1月 - サイボウズ株式会社に吸収合併